# Agostini Salvago
Agostini Salvago OP, auch Agostino, (* Chios, Ägäisches Meer; † 30. September 1567) war ein römisch-katholischer Erzbischof von Genua.
Agostini entstammte der genuesischen Adelsfamilie Salvago und wurde auf der Insel Chios geboren, die von 1346 bis 1566 eine genuesische Kolonie war. Er trat dem Dominikanerorden bei. Er war ein bekannter Theologe seiner Zeit und Teilnehmer des Konzils von Trient.
Er war von 1553 bis 1559 Bischof von Accia. 1559 ernannte ihn Papst Paul IV. zum Erzbischof von Genua. Sein Nachfolger wurde Cipriano Pallavicini.
Er wurde in der Kathedrale von Genua beigesetzt.